# Raíces (banda)
Raíces es el nombre de la banda argentino-uruguaya de rock-candombe fusión, fundada por Beto Satragni y Roberto Valencia en 1977.

## Historia

### Inicios
Raíces es fundado en 1977 e integrado por el bajista uruguayo Beto Satragni y el tecladista Roberto Valencia, sin embargo, al no avanzar el proyecto, Valencia deja la agrupación y parte a Europa y es reemplazado por un joven tecladista recomendado por Sergio Makaroff: Andrés Calamaro. 
Para 1978, la discográfica Auris lanza el primer disco del grupo llamado B.O.V Dombe, que se convierte en éxito tras su presentación en el Estadio Obras de Buenos Aires, en noviembre de ese año, tras telonear la llegada de Serú Girán.
Sin embargo, para inicios de 1980, Calamaro deja la agrupación para formar un dúo junto con su amigo Gringui Herrera, y es reemplazado por Martín Ordónez. 
Al poco tiempo, Ordónez es reemplazado por Leo Sujatovich y Juan Carlos Tordó ocupa el lugar de Raúl Cuadro. Con esta alineación registraron el segundo disco, Los habitantes de la rutina (1980).

### Disolución
Los años pasaban y el proyecto se había detenido. Otra tanda de reemplazos sobrevino ante la imposibilidad de grabar una tercera placa y esta inestabilidad, sumada a que Satragni comenzaba su dúo con el baterista Oscar Moro, llevaron a la disolución del grupo hacia 1984.

### Retorno del grupo
El regreso de la banda se produjo en mayo de 1995, con las presentaciones en La Trastienda, con David Lebón y Ricardo Mollo como guitarristas invitados.
La formación que acompañó a Satragni para la ocasión fue: Enrique Sinesi en guitarra, Nora Sarmoria en teclados, Gustavo Liamgot y Ricardo Nolé en piano, Daniel Colombres en batería y Jimmy Santos y "La Foca" Machado en percusión.
En 1997 editaron un EP de cuatro temas, llamado "Ey Bo Road", que contó con la participación de Calamaro en el tema "Candombe de las esquinas".
En 2008, al cumplirse los 30 años de su fundación, Satragni, Calamaro, Santos, Tordó y Bengolea se reunieron informalmente y grabaron Raíces, 30 años, editado por el sello de Litto Nebbia, Melopea.

## Discografía
Álbumes de estudio
| Año de lanzamiento | Título                      | Discográfica    |
| 1978               | B.O.V. Dombe                | Auris           |
| 1980               | Los habitantes de la rutina | Sazam Records   |
| 1995               | Empalme                     | Del Cielito/BMG |
| 1997               | Ey Bo Road (EP)             | Del Cielito/BMG |
| 2008               | Raíces 30 años              | Melopea         |

Álbumes en vivo
| Año de lanzamiento | Título                         | Discográfica    |
| 1999               | Beto Satragni & Raíces en vivo | El Sapo Records |

## DVD
- 30 años - en vivo en Buenos Aires y Montevideo (2010)

Con la dirección musical de Beto Satragni y la participación de Jimmy Santos, Andrés Calamaro, Litto Nebbia y Osvaldo Fattoruso. Editado por Discos Melopea en 2010.